# Cápac Yupanqui

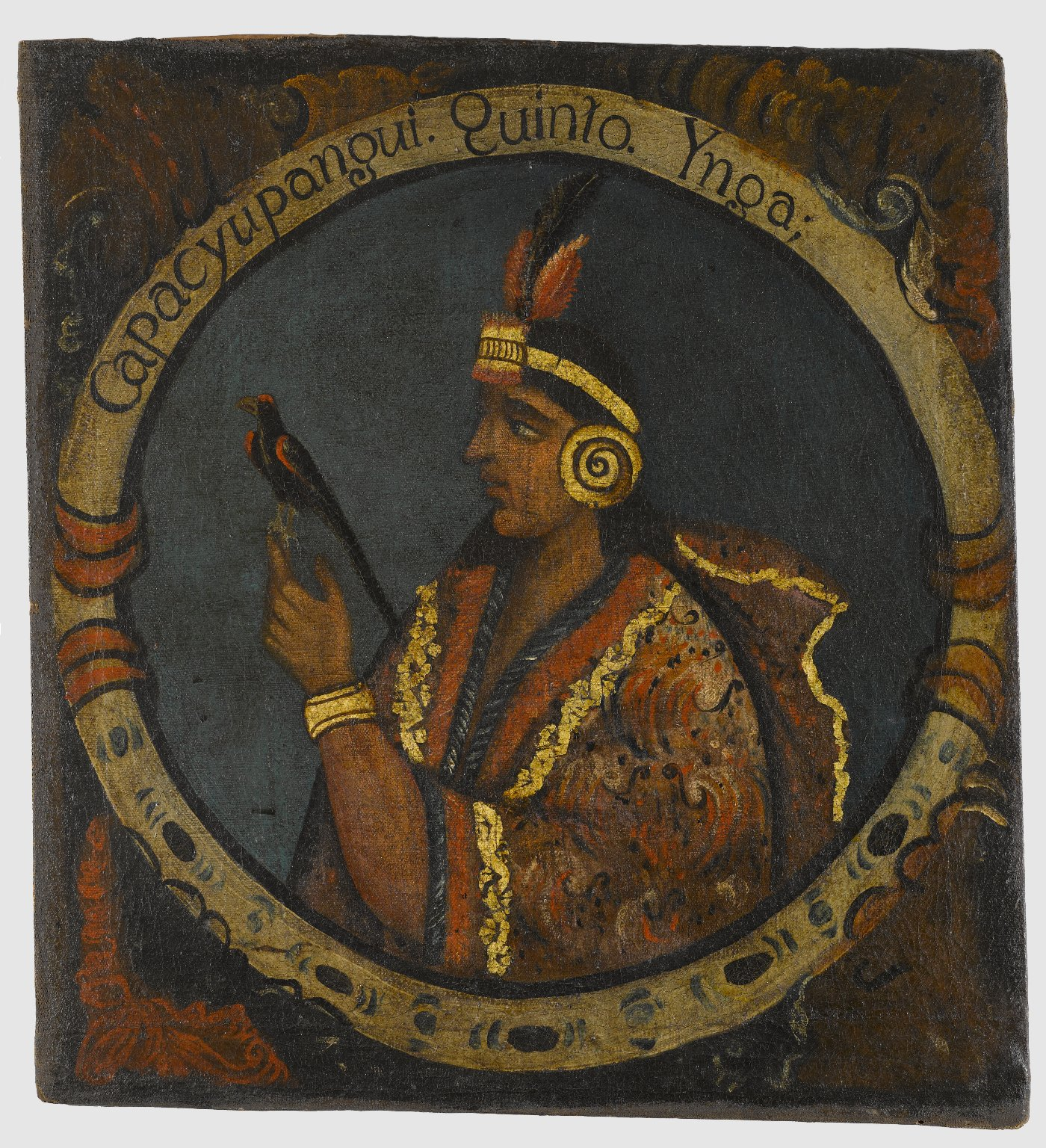

Cápac Yupanqui, nach peruanischer Quechua-Schreibung Qhapaq Yupanki, war der fünfte Herrscher (Sinchi) des Königreichs von Qusqu (Cusco) (etwa um das Jahr 1320).
Qhapaq Yupanki gelang es als erstem Sinchi, die Herrschaft der Inka über die ganze Stadt Qusqu zu sichern, und er eroberte als erster auch Nachbarorte, nämlich Kuyumarka (Cuyumarca) und Antamarka (Andamarca). Seine Frau Mama Curihilpay (Qurihillpay) war eine Tochter des Häuptlings der Anta, die ebenfalls in Qusqu lebten und vorher mit den Inkas verfeindet gewesen waren. Mit ihr hatte er als vorgesehenen Thronfolger den Sohn Quispe Yupanqui (Qispi Yupanki). Qhapaq Yupanki war der letzte Sinchi von Urin Qusqu (Unter-Cuzco), denn nach seinem Tod kam ein anderer Sohn (und Halbbruder von Qispi Yupanki), Inca Roca, an die Macht. Dieser zählte sich schon zu Hanan Qusqu (Ober-Cuzco), wahrscheinlich weil seine Mutter Cusi Chimbo (Kusi Chimpu) von dort kam.
Qhapaq bedeutet auf Quechua so viel wie „Herrscher“ oder „Kriegsherr“, während sich Yupanki mit dem Verb yupay (zählen, wörtlich: „du zählst“) in Verbindung bringen lässt.